# Kapriola

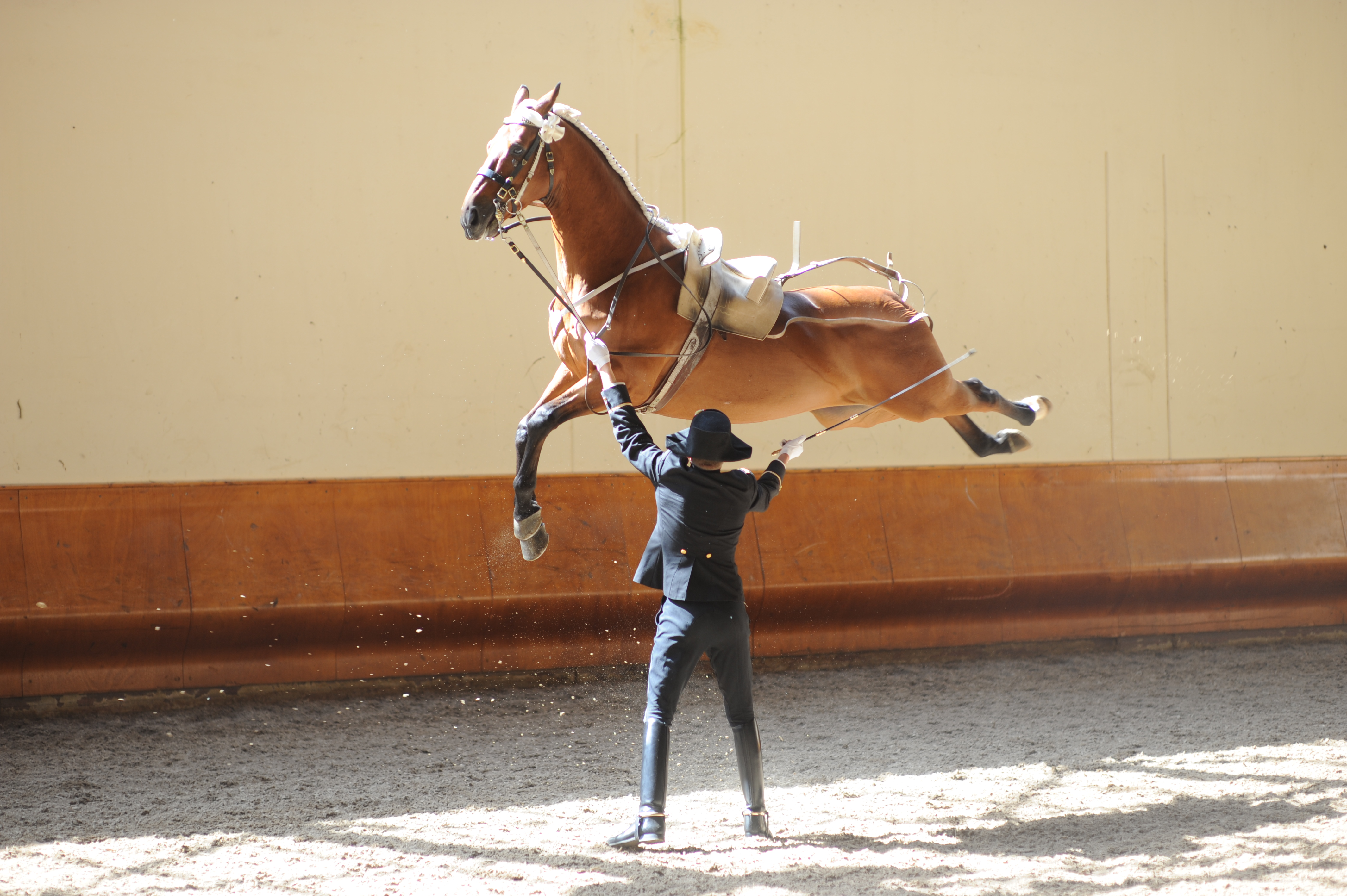
Kapriola

Kapriola - figura ujeżdżeniowa, polegająca na wyskoku, a następnie wyrzuceniu w powietrzu tylnych nóg konia. 
Może być przejściem z lewady, po dodaniu do niej wykopu z zadu. Obok ballotady, kurpady, kurbetty, lewady i pesady zaliczana do szkoły nad ziemią i uznawana za najtrudniejszy ze skoków. W kaprioli koń najpierw wspina się, bardzo nisko zginając tylne nogi, a następnie wyskakuje w powietrze, a kiedy jego grzbiet jest w poziomie, tylne nogi są wyrzucane do tyłu. Po kopnięciu koń powinien wylądować równocześnie na wszystkie cztery nogi.
"Szkoła nad ziemią" zaliczana jest do wyższej szkoły jazdy i obecnie w znacznej mierze należy do przeszłości, choć wciąż można uczyć się jej w garstce wybranych szkół. Np. w słynnej Hiszpańskiej Szkoły Jazdy w Wiedniu, Królewskiej Andaluzyjskiej Szkole Jazdy Konnej w Jerez bądź Cadre Noir we francuskim Samur. 
Kapriola może być wykonywana "w ręku" i pod jeźdźcem, który nie posiada strzemion ułatwiających mu utrzymanie się na grzbiecie.